# Nässjön (Gagnefs socken, Dalarna)
Nässjön är en sjö i Gagnefs kommun i Dalarna och ingår i Dalälvens huvudavrinningsområde.